# Чалуп, Хорхе Рамон
Хорхе Рамон Чалуп (исп. Jorge Ramón Chalup; 22 марта 1911 год, Пасо-де-лос-Либрес, Аргентина — 11 июля 1966 года) — католический прелат, первый епископ Гуалегуайчу с 13 марта 1957 года по 11 июля 1966 года.

## Биография
Родился 22 марта 1911 года в Пасо-де-лос-Либресе, Аргентина. 21 декабря 1935 года был рукоположён в священники для служения в епархии Корриентеса.
11 февраля 1957 года Папа Римский Пий XII выпустил буллу «Quandoquidem adoranda», которой учредил епархию Гуалегуайчу. 13 марта 1957 года был назначен первым епископом Гуалегуайчу. 9 июня 1957 года состоялось его рукоположение в епископы, которое совершил епископ Корриетеса Франсиско Висентин в сослужении с вспомогательным епископом архиепархии Параны Адольфо Сервандо Тортоло и вспомогательным епископом архиепархии Росарио Франсиско Хуаном Веннерой.
Участвовал в работе Второго Ватиканского собора.
Скончался 11 июля 1966 года. Похоронен в соборе святого Иосифа в Гуалегуайчу.